# Quillaia

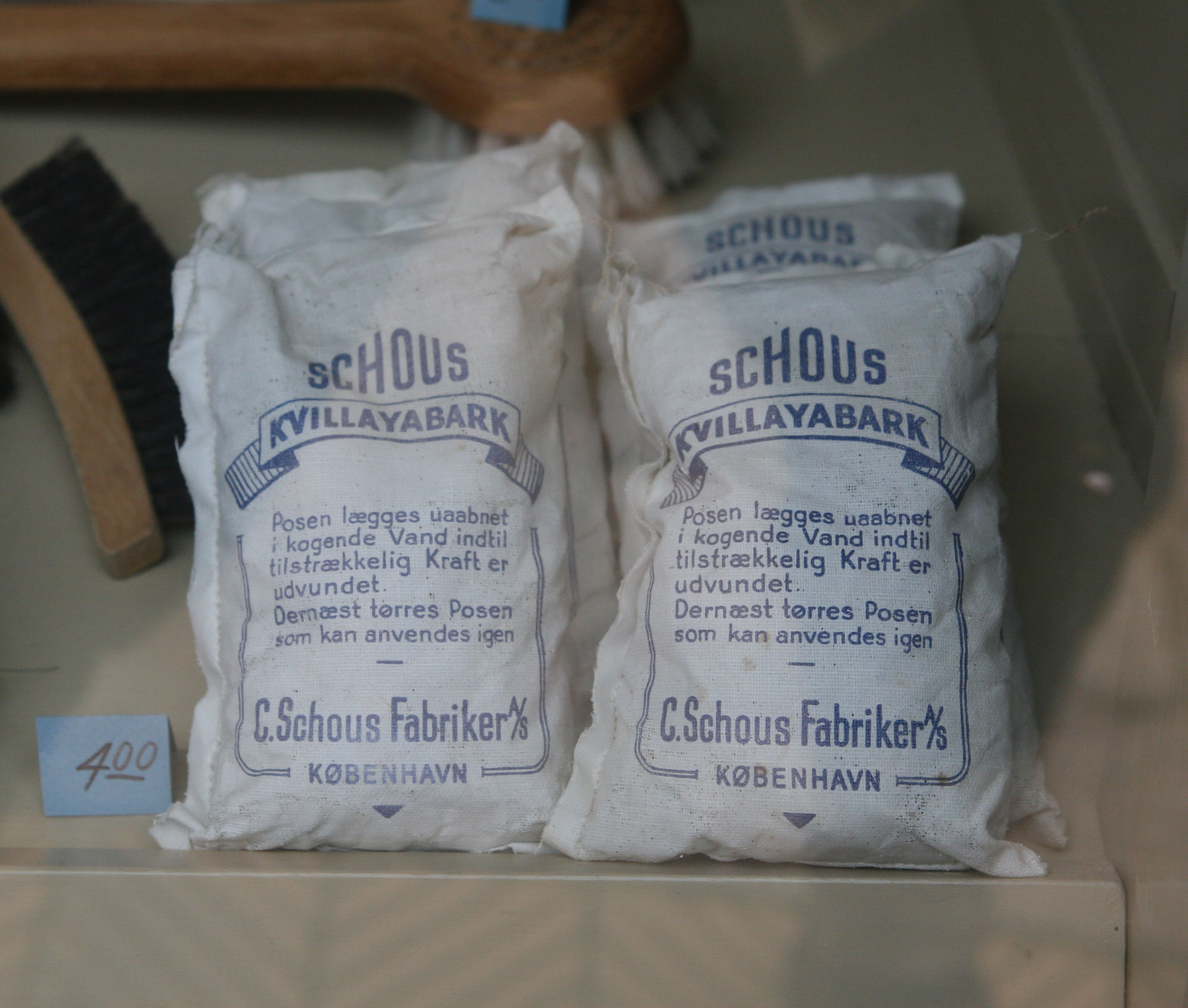
Envases de corteza de quillaia

Quillaia es la corteza interior molida o los pequeños tallos y ramas del quillay (Quillaja saponaria, Molina). Otros nombres incluyen extracto de corteza de Murillo, extracto de corteza de Panamá, extracto de quillaia. La quillaia contiene una alta concentración de saponinas que aumenta con el procesamiento; la quillaia altamente purificada se utiliza para mejorar las vacunas. Otros componentes en el extracto de quillaia incluyen taninos y otros polifenoles, y oxalato de calcio. El extracto de quillaia está catalogado como ingrediente en la cerveza de raíz y en el Cream Soda.
El extracto de quillaia se utiliza en la fabricación de aditivos alimentarios (E 999). Además es utilizado como humectante en productos horneados, productos lácteos congelados y pudines y como agente espumante en bebidas gaseosas. También se aplica en algunas formulaciones de adyuvantes en aerosol «naturales» para la agricultura.
En particular, las saponinas de Quillaja saponaria se utilizan en vacunas para la medicina veterinaria como adyuvantes (por ejemplo, en las vacunas contra la glosopeda (aftosa), ayudan a mejorar la respuesta del sistema inmune). Inicialmente utilizaba la fracción cruda. Posteriormente, Dalsgaard desarrolló una mezcla purificada, llamada Quil A, que ha sido más eficaz y provoca menos reacciones secundarias locales. Quil A es una mezcla de más de 25 moléculas diferentes de saponina. Una de ellas, la saponina QS21, está siendo investigada por posibles efectos coadyuvantes beneficiosos en el sistema inmunitario humano.